# Островица (Рудник)
Вижте пояснителната страница за други значения на Островица.
Островица е връх в планината Рудник в Шумадия, Сърбия, който доминира над околните села.
Надморската му височина е 758 м. По своя произход възвишението е вулканично – някога е било купол на неизгаснал вулкан. Историята му е свързана със средновековната крепост. Според преданието именно някъде тук в околността на Островица е завършила своя земен път Ирина Кантакузина, известна сред народа като Проклетата Ирина.
В края на май 2009 г. е обявена за природна забележителност.
|  | Тази страница частично или изцяло представлява превод на страницата Ostrvica в Уикипедия на сръбски. Оригиналният текст, както и този превод, са защитени от Лиценза „Криейтив Комънс – Признание – Споделяне на споделеното“, а за съдържание, създадено преди юни 2009 година – от Лиценза за свободна документация на ГНУ. Прегледайте историята на редакциите на оригиналната страница, както и на преводната страница, за да видите списъка на съавторите. ВАЖНО: Този шаблон се отнася единствено до авторските права върху съдържанието на статията. Добавянето му не отменя изискването да се посочват конкретни източници на твърденията, които да бъдат благонадеждни. |